# Clarias teijsmanni
Clarias teijsmanni is een straalvinnige vissensoort uit de familie van de kieuwzakmeervallen (Clariidae). De wetenschappelijke naam van de soort is voor het eerst geldig gepubliceerd in 1857 door Pieter Bleeker. De soortnaam is een eerbetoon aan Johannes Elias Teijsmann, "eerste hortulanus van 's lands plantentuin te Buitenzorg", die verschillende vissoorten uit bergstromen op Java had bezorgd aan Bleeker.